# Олександрівська чоловіча гімназія (Маріуполь)
Олександрівська чоловіча гімназія — навчальний заклад дорадянського періоду Маріуполя.

## Споруда гімназії
Для провідного на той час навчального закладу міста було потрібне спеціалізоване приміщення. Міський уряд спромігся на це лише 1894 року, майже через 20 років після відкриття гімназії. Був оприлюднений конкурс на окрему споруду навчального закладу. Маріупольська дума відпустила на побудову 100.000 з умовою не перебільшувати цю суму. Але будівельна практика вносила свої корективи.
Перемогу в архітектурному конкурсі отримав архітектор з міста Одеса — Толвінський Микола Костянтинович. Будівництво надто повільно просувалось вперед через постійні бюрократичні неузгодження. «Прискорювачем» процесу мимоволі виступив письменник Серафимович, що мешкав тоді в Маріуполі. Він друкував в тодішній газеті «Приазовський край» статті з закликами не зволікати, що спрацювало на користь споруди.
Керівництво гімназії рішуче відхилило пропозицію побудувати гімназію на центральній площі міста. Тамтешня ділянка не відповідала доброму освітленню навчальних класів, бо тоді її головний фасад виходив би на північ. Споруду чоловічої гімназії розташували на вулиці Георгіївській з вікнами на південь. Вона вибудована неподалік від споруд міської скарбниці і навпроти тодішнього Британського консульства.
Будівництво нової споруди гімназії закінчили лише влітку 1899 року. Споруду нарешті освятили і відкрили 30 жовтня 1899 року. На урочистості з приводу освячення чоловічої гімназії дали сніданок, кричали «Ура!», а ввечері того ж дня дозволили танці для навчальної молоді з баринями.
Будівельники не уклалися у відпущені кошти. Загальний кошторис перевищив 185 000. Але з переможцями — не судились. Споруда виконана з червоної цегли в історичному стилі «необароко» з домішками сецесії. В комплекс споруд увійшов також і особняк директора гімназії, зруйнований в часи СРСР. На його місці вибудували неузгоджений за стилем новий корпус з контрастної білої цегли, презирливо названий мешканцями «баракко».

## Історія навчального закладу

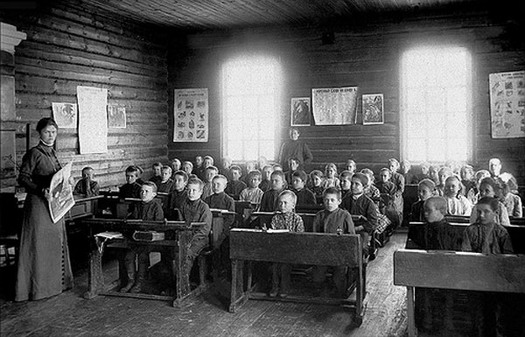
Одна із шкіл маріупольської Земської управи. Газета «Приазовский Край» від 14 листопада 1891 року.

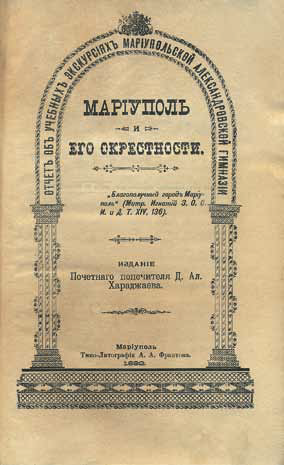
Титульна сторіка видання «Маріуполь и его окрестности», 1892 р.

Чоловіча гімназія в місті Маріуполь заснована 1876 року. Таким чином Маріупольська Олександрівська чоловіча гімназія виникла раніше за спеціальну для неї споруду. Первісно її розмістили в непристосованих для навчального закладу приміщеннях, котрі місцевий уряд орендував у купця Хараджаєва.
Пришвидшення історичного процесу як невеликий вітрець змін у заклад привнесло і відповідне навчальне облаштування, серед якого були бібліотека та музей при гімназії.
Первісна думка про створення музею у приходському училищі, де ще 1818 року зупинявся російський цар Олександр І, виникла в середині XIX ст. Але музей мало цікавив місцевих мешканців, а споруда приходського училища в Маріуполі була взагалі зруйнована.
Музей вдалося заснувати лише наприкінці XIX століття в складі Олександрівської чоловічої гімназії. Про створення музею діяльно попіклувалися викладачі гімназії. Ідейним натхненником заснування музею був тодішній директор гімназії Тимошевський Григорій Іванович, член Імператорського Московського Археологічного товариства.
Меценатом виступила і пані Хараджаєва Софія Іванівна, котра віддала під новостворений музей окреме приміщення — безкоштовно .
Музей відкрили для гімназистів 1893 року. Він мав назву історико-церковно-археологічний музей. Саме так розуміли тоді призначення історичних музеїв, якщо ті не мали творів образотворчого мистецтва. Першим завідувачем гімназичного музею був викладач історії і географії Клюєв М. І., другим — Єфремов В. Г., викладач стародавніх мов, член історичної спілки при Московському університеті.
Невелику уяву про первісний склад музейних колекцій надали лише Звіти Маріупольської Олександрівської чоловічої гімназії, збережені в архівах. В музей передали етнографічні речі — одяг греків, побутові речі і посуд, жіночі прикраси. Священик Карасівської церкви передав до музею старовинне срібне кадило. Мав музей і ікону «Три святителі Харлампій, Спиридон і Міна», вивезену греками-переселенцями з Криму. В гімназичний музей передавали випадкові знахідки з розкопок, хоча тоді розкопки в краї проводили нерегулярно. До раритетів колекції належали вісім кам'яних баб тюркського походження, вивезених зі степу, а в Керчі придбані античні скульптурки, сюди передали зразки зброї українських козаків.
До 1904 року гімназичний музей мав колекцію у п'ятсот 500 українських писанок та церемоніальних хлібин. Нумізматична колекція гімназичного музею збільшилась настільки, що її з 1904 року показували окремо. В складі тодішньої нумізматичної колекції були тисячу двісті сорок шість (1246) монет, серед них візантійські, арабські, країн Європи і середньовіччя. Музейні колекції були пограбовані чи зникли в добу громадянської війни та в добу СРСР. Лише невелика частка колишніх експонатів була передана 6 лютого 1920 року в новостворений міський музей. Про це попіклувались Коваленко Іван Пантелеєвич та купка його однодумців.
Трохи більше пощастило гімназичній бібліотеці. Її залишки перейшли у зібрання Маріупольського краєзнавчого музею, але вони залишаються недоступними.

## Друкований журнал гімназії
Маріупольська чоловіча гімназія запам'яталась не тільки бібліотекою та власним музеєм, а й друкованим журналом. Гімназія мала невеличку друкарню, статті для гімназичного журналу створювали дорослі випускники. Одне число журналу збережене в Російській національній бібліотеці в місті Санкт-Петербург, куди за законом надсилали один зразок кожного друкованого видання. Російськомовний журнал гімназії мав назву «Первоцвет»

## Подальша історія

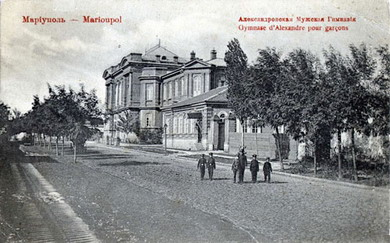
Маріупольська Олександрівська чоловіча гімназія, старовинна поштівка початок XX ст.

Під час Громадянської війни гімназію ліквідували (1919). Тут розміщали то радянські навчальні заклади, то курси для сільських радянських активістів, потім партійну школу.
1941 року в покинутій споруді облаштували військовий шпиталь для радянських вояків. Німецькі фашисти, що захопили Маріуполь, в свою чергу використали порожню споруду для лікування власних поранених. Померлих ховали на нинішній театральній площі, де створили німецьке кладовище. 1943 року при відступу з Маріуполя спалили будівлю. Старовинна споруда, постраждала від пожежі, відновлювалась дуже повільно засобом толоки і силою радянських учнів і батьків. Її відновили лише за десять років і завершили роботи 1952 року.
В актовому залі гімназії відбувся перший публічний концерт майбутнього оперного співака Михайла Гришка, народного артиста СРСР.

## Уславлені випускники маріупольської гімназії
- Айналов Дмитро Власович 1862—1939), що закінчив університет в Одесі, був професором в Казанському ініверситеті (1890—1903 рр.), в Петербурзькому (Ленінградському) університеті (1903—1939 рр.)
- Псалті Георгій Григорович (1864—1940), золотий медаліст, навчався у Франції, фаховий садівник, спеціаліст з птахівництва.
- Хаджинов Михайло Іванович (1899—1980), науковець-генетик, академік ВАСХНІЛ, лауреат Ленінської премії, Герой Соціалістичної Праці[2].
- Арнаутов Віктор Михайлович (1896—1979), художник, що мешкав і працював у США.

У колишній Олександрівській гімназії навчались Федоров Андрій Павлович, співпрацівник Ф. Дзержинського, Хаджинов Михайло Іванович (1899—1980), науковець-генетик, академік ВАСХНІЛ, лауреат Ленінської премії, Герой Соціалістичної Праці.

## На початку XXI ст
На початку XXI ст. тут навчається 1300 студентів. Сучасний маріупольський коледж готує фахівців на відділеннях:
- «Право»
- «Турист»
- «Зварювання»
- «Машинобудування»
- «Менеджмент»
- «електротехніка»
- «Транспортні технології»
- «Автоматизація і комп'ютерні технології»[6].